# アイ・キャント・リーヴ・ユア・ラヴ・アローン
「アイ・キャント・リーヴ・ユア・ラヴ・アローン」（I Can't Leave Your Love Alone）は、盲目のミュージシャン、クラレンス・カーターが1970年に発表した楽曲。

## 概要
作詞作曲はミシシッピ州インディアノーラ出身のシンガーソングライター、ジョージ・ジャクソンとクラレンス・カーター。リック・ホールのプロデュースの下、アラバマ州マッスル・ショールズのフェイム・スタジオで録音を行った。
1970年4月にシングルA面曲として発表された。B面はジョージ・ジャクソンが書いた「Devil Woman」。同年、アルバム『Patches』に収録。
同年7月4日のビルボード・Hot 100で42位を記録した。また、ビルボードのHot R&B Singlesチャートで6位を記録した。
ウィリー&アンソニーが1973年にカバー。ジョージ・ジャクソン自身のバージョンは2011年発売のコンピレーション・アルバム『Don't Count Me Out: The Fame Recordings Volume 1』に収録されている。